# Kusu
Kusu (japanska: 玖珠町?, Kusu-machi) är en landskommun i Ōita prefektur i södra Japan. 